# Zerah Colburn (calculista mental)
Zerah Colburn (1 de septiembre de 1804 - 2 de marzo de 1840) fue un niño prodigio del siglo XIX que adquirió fama como calculista mental.

## Biografía
Colburn nació en Cabot (Vermont), en 1804. Se pensaba que sufría alguna discapacidad intelectual hasta los seis años de edad. Sin embargo, después de seis semanas de escolarización, su padre lo escuchó repetir las tablas de multiplicar, quien no estaba seguro de si habría aprendido las tablas de sus hermanos y hermanas mayores, pero decidió poner a prueba sus habilidades matemáticas y descubrió que había algo especial en su hijo cuando Zerah multiplicó correctamente 13 y 97.
Las habilidades de Colburn se desarrollaron rápidamente y pronto pudo resolver problemas como el número de segundos en 2000 años, el producto de 12.225 y 1223, o la raíz cuadrada de 1449. Cuando tenía siete años, tardó seis segundos en calcular el número de horas en treinta y ocho años, dos meses y siete días.
Se informa que Zerah pudo resolver problemas bastante complejos. Por ejemplo, el sexto número de Fermat es 225 + 1 (o 232 + 1). La pregunta es si este número, 4.294.967.297, es primo o no. Zerah calculó en su cabeza que no lo era, al ser divisible por 641. El otro divisor es 6.700.417 y se puede encontrar fácilmente con una calculadora.
Su padre aprovechó los talentos de su hijo al llevar a Zerah por todo el país y finalmente al extranjero, demostrando las habilidades excepcionales del niño. Los dos partieron de Vermont en el invierno de 1810–11. Al pasar por Hanover (Nuevo Hampshire), John Wheelock, entonces presidente del Dartmouth College, se ofreció a hacerse cargo de todo el cuidado y los gastos de su educación, pero su padre rechazó la oferta. En Boston, las actuaciones del chico atrajeron mucha atención. Fue visitado por profesores de la Universidad de Harvard y por personas eminentes de todas las profesiones, y los periódicos publicaron numerosos artículos sobre sus habilidades de cálculo.
Después de salir de Boston, su padre exhibió a Zerah por dinero en el centro del país y en parte de los estados del sur y, en enero de 1812, navegó con él hacia Inglaterra. En septiembre de 1813, Colburn protagonizó una serie de exhibiciones en Dublín, donde se enfrentó en un concurso de aritmética mental a otro niño prodigio, el posteriormente célebre matemático William Rowan Hamilton (entonces con 8 años de edad), con Colburn como claro vencedor. Como reacción a esta derrota, Hamilton dedicó menos tiempo a estudiar idiomas y más tiempo a estudiar matemáticas. 
Después de viajar por Inglaterra, Escocia e Irlanda, pasaron 18 meses en París. Durante su estancia, el fisiólogo y anatomista alemán Franz Joseph Gall, ideólogo de la frenología, lo examinó y extrajo un molde frenológico de su cabeza. Además, Gall comprobó que a los diez años el niño no sabía leer ni escribir. Según Zerah, a pesar de los constantes viajes y actuaciones, el deseo de su padre siempre había sido darle una educación. En París conocieron al escritor norteamericano Washington Irving, quien consiguió que Zerah fuera admitido en el prestigioso Collège Royal Henri IV, que sigue siendo uno de los colegios más reputados de Francia. Zerah fue escolarizado allí ocho meses, hasta que su padre lo sacó y regresaron a Inglaterra sumidos en una profunda pobreza.
El conde de Bristol pronto se interesó por el niño, y lo colocó en la Westminster School, donde permaneció hasta 1819. Como consecuencia de la negativa de su padre a cumplir con ciertas condiciones propuestas por el conde, Zerah tuvo que abandonar Westminster, y su padre le propuso a Zerah que estudiase para convertirse en actor. Pero a pesar de ser preparado durante unos meses por el famoso actor teatral Charles Kemble, su primera aparición dejó tan insatisfechos tanto a su instructor como a sí mismo, que abandonó su incipiente carrera en los escenarios y aceptó un puesto como profesor asistente en una escuela, y poco después organizó una escuela propia. Por entonces realizó una serie de cálculos astronómicos para Thomas Young, entonces secretario de la Junta de Longitud.
Cuando murió su padre en 1824, el conde de Bristol y otros amigos le facilitaron el regreso a los Estados Unidos. Aunque la educación de Zerah fue bastante irregular, mostró un gran talento para los idiomas. En Fairfield (Nueva York) trabajó como profesor asistente de una academia; pero no complacido con su situación, se mudó en marzo siguiente a Burlington (Vermont), donde enseñó francés, cursando sus estudios al mismo tiempo en la Universidad de Vermont. Hacia finales de 1825 abrazó la fe metodista, y después de nueve años de servicio como predicador itinerante, en 1835 se instaló en Norwich (Vermont), donde poco después fue nombrado profesor de idiomas en el Dartmouth College en Hanover, New Hampshire.
En 1833 Colburn publicó su autobiografía. A partir de entonces, parece que perdió sus facultades como calculista cuando alcanzó la edad adulta. Murió de tuberculosis a la edad de 34 años y fue enterrado en el cementerio Old Meeting House de Norwich.

## Familia
Su sobrino, también llamado Zerah Colburn, era un destacado ingeniero de locomotoras y periodista técnico. 